# Эрлих, Кристиан Фридрих
Кристиан Фридрих Эрлих (нем. Christian Friedrich Ehrlich; 7 мая 1810, Магдебург — 31 мая 1887, Магдебург) — немецкий композитор, пианист, музыкальный педагог.
После окончания магдебургской Домской гимназии в 1827 году учился игре на фортепиано в Веймаре у Иоганна Непомука Гуммеля, а затем — игре на органе и контрапункту в Дармштадте у Иоганна Христиана Генриха Ринка. В 1828 году вернулся в родной город и работал там до конца жизни. С 1840 года музикдиректор школы при Монастыре Богоматери. Одновременно с 1850-х гг. вёл занятия в школе пианистов (нем. Institute für Gemeinschaftlichen Clavierunterricht), которую основал вместе с Францем Ксавером Хваталом. С 1850 года председатель городского общества музыкантов. Выступал также как хоровой дирижёр, в том числе с Магдебургской певческой академией. В 1847 году безуспешно претендовал на должность городского органиста. Как пианист внёс значительный вклад в популяризацию в Магдебурге творчества Иоганна Себастьяна Баха. Публиковался также как музыкальный критик, в том числе в «Новой музыкальной газете».
Эрлиху принадлежат многочисленные фортепианные пьесы, в том числе дидактического назначения, а также вокальные и органные сочинения. В городском театре были поставлены две его оперы: комическая «Скромницы» (нем. Die Rosenmädchen; 1860, на основе либретто Э. Теолона для одноимённой оперы Ф. Герольда, 1817) и романтическая «Король Георг» (нем. König Georg; 1861, либретто Рудольфа Кнайзеля).